# Skuggsjá
Skuggsjá is een muziekstuk geschreven door Ivar Bjørnson en Einar Selvik.
Ivar van de band Enslaved en Einar van de band Wardruna maakten in opdracht voor de 200e verjaardag van de Noorse grondwet samen muziek die ten gehore werd gebracht op het Eidsivablot festival in september 2014. Kort na dit debuut werden de heren gevraagd voor de 20e editie van het Roadburn Festival in 2015. Na deze twee successen, en de groeiende interesse om de muziek te presenteren aan een wijder publiek, werd besloten een album uit te brengen. Het album heet Skuggsjá. De titel vertaalt zich in 'spiegel' of 'reflectie' in de Noorse taal. Skuggsjá vertelt de geschiedenis van Noorwegen (bijvoorbeeld over Thorir Hund) maar gaat ook over het heden. Dit wordt benadrukt door gebruik te maken van zowel klassieke als moderne instrumenten.

## Huggsjá
In februari 2017 maakte Einar & Ivar bekend dat ze een nieuw soortgelijk muziekstuk zullen voorstellen tijdens het Bergen International Festival. Het project zal Hugsjá heten, dat letterlijk 'in de geest kijken' betekent. Hugsjá zal zich, net zoals Skuggsjá, focussen op de ideeën, tradities en instrumenten uit de Noorse geschiedenis.